# アトランティック・エアクラフト・コーポレーション・オブ・アメリカ
アトランティック・エアクラフト・コーポレーション・オブ・アメリカ（Atlantic Aircraft Corporation ）は、米国に移住したアントニー・フォッカーがオランダのフォッカー社の支社として米国に1923年に設立した航空機会社。
アトランティック・エアクラフト・コーポレーション・オブ・アメリカは、1930年にはゼネラルモーターズ傘下のデイトン・ライト・カンパニー（Dayton Wright Company ）と合併し、GM傘下で社名をゼネラル・アビエーション・マニュファクチャリング・コーポレーション（General Aviation Manufacturing Corporation ）とした。この会社はゼネラル・アビエーション部門（General Aviation division ）となり、1933年にはGMが株式取得したノースアメリカンと合併し、会社名をノースアメリカンとした。ノースアメリカンは1948年に株式公開されている。